# Myxophaga

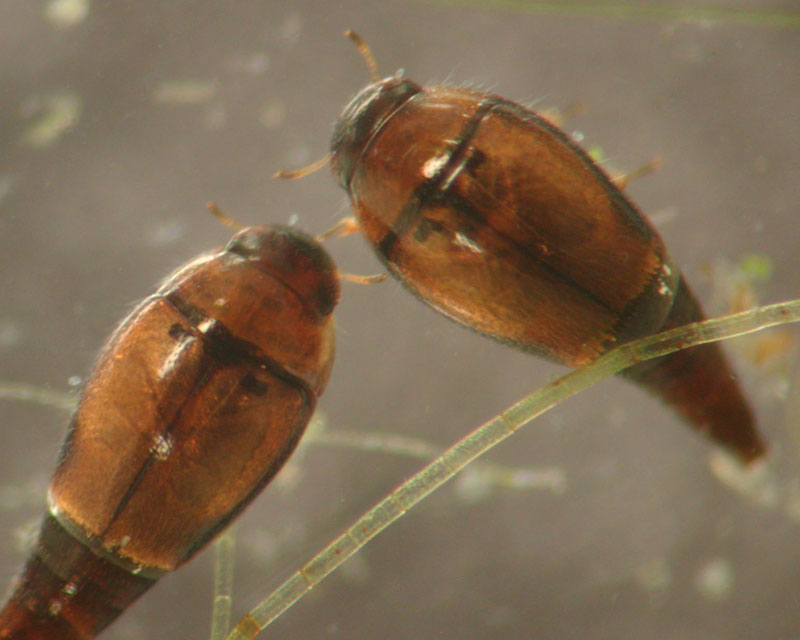
Hydroscapha natans

Los mixófagos (Myxophaga) son un suborden del orden Coleoptera que incluyen coleópteros pequeños o diminutos distribuidos en todas las regiones biogeográficas. Tienen sutura notopleural (que separa el notum de la pleura), aunque en algunas familias, dicha sutura puede ser difícil de ver.

## Descripción
Algunos rasgos diagnósticos de Myxophaga son las antenas más o menos con forma de maza, generalmente con menos de nueve segmentos, Las cavidades mesocoxales se abren lateralmente y están bordeadas por un mesoepimerón y metaepiesternón. Las alas posteriores se enrollan apicalmente en reposo. Tienen tubos de Malpighi y testículos con forma de tubos enrollados.
Son insectos acuáticos que se alimentan de algas. Las piezas bucales carecen de galea y tienen un diente movible en la mandíbula izquierda.

## Taxonomía
Hay cuatro familias vivientes en dos superfamilias, que contienen alrededor de 65 especies descritas, y por lo menos dos superfamilias extintas.
- Superfamilia Lepiceroidea

- Familia Lepiceridae Hinton, 1936

- Superfamilia Sphaeriusoidea

- Familia Hydroscaphidae LeConte, 1874
- Familia Sphaeriusidae Erichson, 1845
- Familia Torridincolidae Steffan, 1964

- †Superfamilia Rhombocoleoidea

- †Familia Rhombocoleidae

- †Superfamilia Schizophoroidea

- †Familia Catiniidae
- †Familia Schizocoleidae
- †Familia Schizophoridae

En Norteamérica hay: Microsporus (=Sphaerius) e Hydroscapha.